# 온라인 신문
온라인 신문(online newspaper)은 지면(紙面)이 아닌 온라인을 통해 발행·배포되는 신문을 의미한다. 인터넷으로 배포되는 신문은 인터넷 신문이라고 하며, 수익원인 광고 또한 인터넷 웹페이지 상에 게재된다.

## 역사
최초의 온라인 전용 신문, 잡지는 1974년 일리노이 대학교 PLATO 시스템에서 BrucParrello가 만든 온라인 신문 《뉴스 리포트》(News Report)이다.

## 인터넷 신문
인터넷 신문은 인터넷의 보급과 이를 중심으로 한 대중문화의 발달과 관계가 있다. 초기에는 주요 신문사들이 기존 신문을 인터넷 웹페이지의 형태로 웹상에 게재하였으나, 점차 인터넷으로만 배포되는 신문사가 등장하게 되었다.

### 종류
- 컬처타임즈
- 녹두신문
- 새파란뉴스
- AsiaN
- 오마이뉴스
- 레디앙
- 프레시안
- 데일리서프라이즈
- 공무원뉴스
- 유니온프레스
- OSEN
- 한국어 위키뉴스
- 클린뉴스
- 데일리홍콩
- 주얼리 코리아

## 같이 보기
- 신문
- 월드 와이드 웹